# 巴列斯德帕伦苏埃拉
巴列斯德帕伦苏埃拉，是西班牙卡斯蒂利亚-莱昂布尔戈斯省的一个市镇。总面积21平方公里，总人口106人（2001年），人口密度5人/平方公里。